# Hollandia önkormányzatai népesség alapján

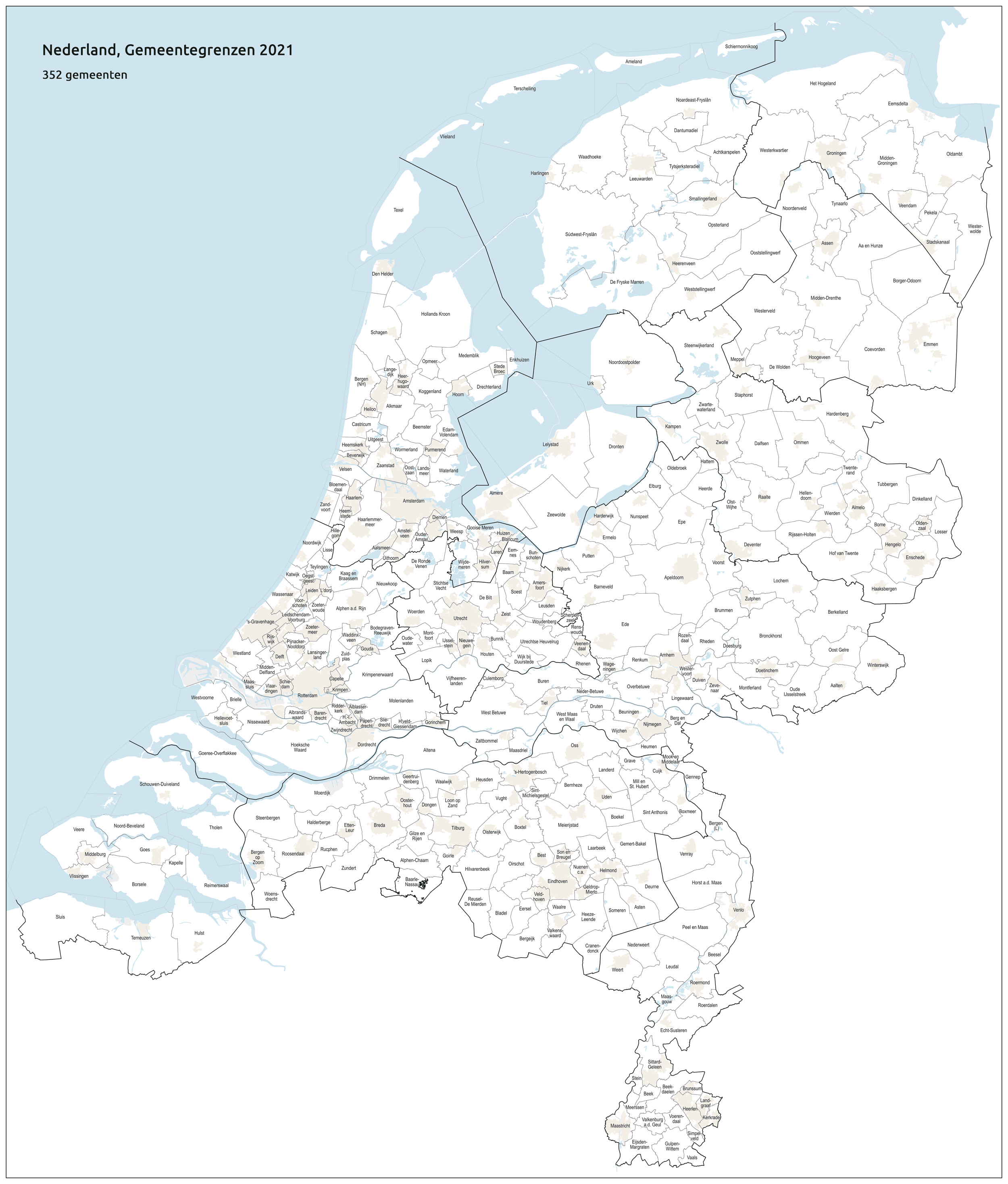
Hollandia önkormányzatai

2021 januárjában Hollandiában 352 önkormányzat (hollandul: gemeenten) és három különleges önkormányzat (bijzondere gemeenten) volt. Ez utóbbi a holland Karib-térséget alkotó hat szigetterület közül háromnak a státusza. A községek a második szintű közigazgatási egységek, vagy köztestületek (openbare lichamen) Hollandiában, és a hozzájuk tartozó tartományok alárendeltségébe tartoznak. Feladataikat a központi kormányzat ruházza rájuk, és a négyévente megválasztott önkormányzati tanács irányítja őket. Az önkormányzati összevonások hatására kétharmaddal csökkentették a települések számát azóta, hogy az első hivatalos határokat a 19. század közepén létrehozták. Magukat a településeket adminisztratív és statisztikai célokból informálisan kerületekre és városrészekre osztják.
Ezek a települések nagyon különböző méretűek, Westervoort a legkisebb 7,03 km² területével, Súdwest-Fryslân pedig a legnagyobb 523,01 km² területével. Schiermonnikoog a legkevésbé lakott és a legkevésbé sűrűn lakott település is, 23 km². Amszterdamban él a legtöbb lakos 872 757 fő, míg Hága a legsűrűbben lakott település 6620 fő/km² népsűrűséggel.

## Önkormányzatok

### Szabályos önkormányzatok

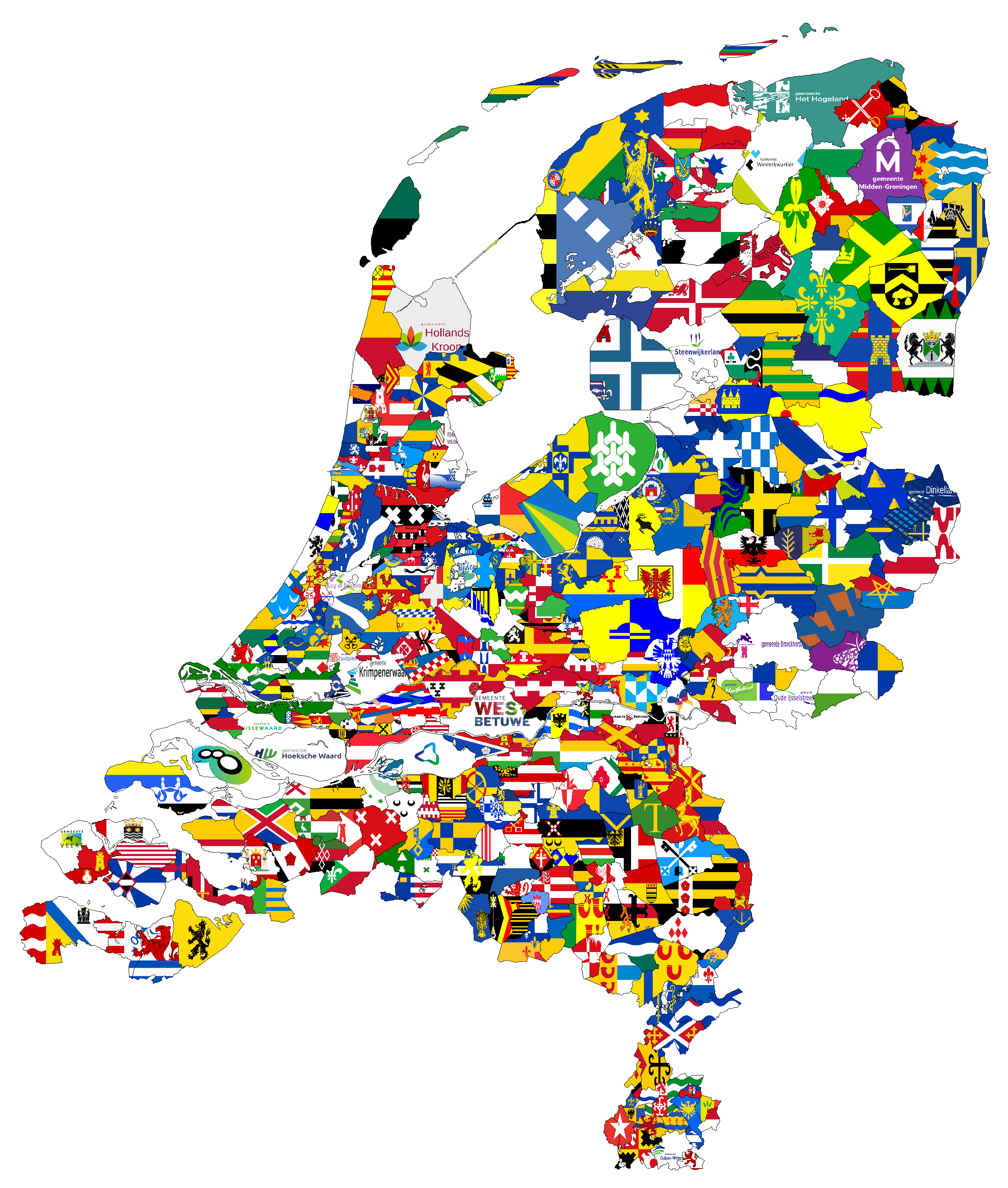
Önkormányzatok és zászlójuk Hollandia térképén

| Tartomány     | Önkormányzat |
| ------------- | ------------ |
| Drenthe       | 12           |
| Flevoland     | 6            |
| Frízföld      | 18           |
| Gelderland    | 51           |
| Groningen     | 10           |
| Limburg       | 31           |
| Észak-Brabant | 61           |
| Észak-Holland | 47           |
| Overijssel    | 25           |
| Dél-Holland   | 52           |
| Utrecht       | 26           |
| Zeeland       | 13           |
| Összesen      | 352          |

| Önkormányzatok                | CBS kód | Tartomány     | Lakosság | Népsűrűség | Terület    | Térképvázlat                              |
| ----------------------------- | ------- | ------------- | -------- | ---------- | ---------- | ----------------------------------------- |
| Aa en Hunze                   | 1680    | Drenthe       | 25 399   | 92 km²     | 276,09 km² | Location of Aa en Hunze                   |
| Aalsmeer                      | 0358    | Észak-Holland | 31 991   | 1590 km²   | 20,12 km²  | Location of Aalsmeer                      |
| Aalten                        | 0197    | Gelderland    | 27 120   | 281 km²    | 96,54 km²  | Location of Aalten                        |
| Achtkarspelen                 | 0059    | Frízföld      | 27 900   | 273 km²    | 102,23 km² | Location of Achtkarspelen                 |
| Alblasserdam                  | 0482    | Dél-Holland   | 20 136   | 2294 km²   | 8,78 km²   | Location of Alblasserdam                  |
| Albrandswaard                 | 0613    | Dél-Holland   | 25 814   | 1190 km²   | 21,69 km²  | Location of Albrandswaard                 |
| Alkmaar                       | 0361    | Észak-Holland | 109 896  | 995 km²    | 110,46 km² | Location of Alkmaar                       |
| Almelo                        | 0141    | Overijssel    | 73 132   | 1087 km²   | 67,27 km²  | Location of Almelo                        |
| Almere                        | 0034    | Flevoland     | 214 715  | 1662 km²   | 129,19 km² | Location of Almere                        |
| Alphen aan den Rijn           | 0484    | Dél-Holland   | 112 587  | 892 km²    | 126,23 km² | Location of Alphen aan den Rijn           |
| Alphen-Chaam                  | 1723    | Észak-Brabant | 10 373   | 111 km²    | 93,04 km²  | Location of Alphen-Chaam                  |
| Altena, North Brabant         | 1959    | Észak-Brabant | 56 352   | 281 km²    | 200,63 km² | Location of Altena                        |
| Ameland                       | 0060    | Frízföld      | 3 746    | 63 km²     | 59,11 km²  | Location of Ameland                       |
| Amersfoort                    | 0307    | Utrecht       | 157 462  | 2514 km²   | 62,62 km²  | Location of Amersfoort                    |
| Amstelveen                    | 0362    | Észak-Holland | 90 829   | 2208 km²   | 41,13 km²  | Location of Amstelveen                    |
| Amszterdam                    | 0363    | Észak-Holland | 873 338  | 5277 km²   | 165,5 km²  | Location of Amsterdam                     |
| Apeldoorn                     | 0200    | Gelderland    | 164 781  | 485 km²    | 339,89 km² | Location of Apeldoorn                     |
| Arnhem                        | 0202    | Gelderland    | 162 424  | 1660 km²   | 97,82 km²  | Location of Arnhem                        |
| Assen                         | 0106    | Drenthe       | 68 836   | 841 km²    | 81,89 km²  | Location of Assen                         |
| Asten                         | 0743    | Észak-Brabant | 16 817   | 240 km²    | 70,17 km²  | Location of Asten                         |
| Baarle-Nassau                 | 0744    | Észak-Brabant | 6 899    | 91 km²     | 76,14 km²  | Location of Baarle-Nassau                 |
| Baarn                         | 0308    | Utrecht       | 24 792   | 762 km²    | 32,54 km²  | Location of Baarn                         |
| Barendrecht                   | 0489    | Dél-Holland   | 48 643   | 2463 km²   | 19,75 km²  | Location of Barendrecht                   |
| Barneveld                     | 0203    | Gelderland    | 59 992   | 341 km²    | 175,9 km²  | Location of Barneveld                     |
| Beek                          | 0888    | Limburg       | 15 875   | 755 km²    | 21,03 km²  | Location of Beek                          |
| Beekdaelen                    | 1954    | Limburg       | 36 065   | 461 km²    | 78,3 km²   | Location of Beekdaelen                    |
| Beemster                      | 0370    | Észak-Holland | 10 110   | 143 km²    | 70,58 km²  | Location of Beemster                      |
| Beesel                        | 0889    | Limburg       | 13 450   | 481 km²    | 27,99 km²  | Location of Beesel                        |
| Berg en Dal (municipality)    | 1945    | Gelderland    | 35 010   | 406 km²    | 86,31 km²  | Location of Berg en Dal                   |
| Bergeijk                      | 1724    | Észak-Brabant | 18 754   | 186 km²    | 101 km²    | Location of Bergeijk                      |
| Bergen (Limburg)              | 0893    | Limburg       | 13 108   | 127 km²    | 103,24 km² | Location of Bergen, Limburg               |
| Bergen (Észak-Holland)        | 0373    | Észak-Holland | 29 715   | 300 km²    | 98,96 km²  | Location of Bergen, North Holland         |
| Bergen op Zoom                | 0748    | Észak-Brabant | 67 514   | 844 km²    | 79,96 km²  | Location of Bergen op Zoom                |
| Berkelland                    | 1859    | Gelderland    | 43 846   | 170 km²    | 258,06 km² | Location of Berkelland                    |
| Bernheze                      | 1721    | Észak-Brabant | 31 455   | 351 km²    | 89,73 km²  | Location of Bernheze                      |
| Best                          | 0753    | Észak-Brabant | 30 216   | 881 km²    | 34,3 km²   | Location of Best                          |
| Beuningen                     | 0209    | Gelderland    | 26 157   | 599 km²    | 43,65 km²  | Location of Beuningen                     |
| Beverwijk                     | 0375    | Észak-Holland | 41 863   | 2275 km²   | 18,4 km²   | Location of Beverwijk                     |
| Bladel                        | 1728    | Észak-Brabant | 20 529   | 273 km²    | 75,33 km²  | Location of Bladel                        |
| Blaricum                      | 0376    | Észak-Holland | 11 954   | 1076 km²   | 11,11 km²  | Location of Blaricum                      |
| Bloemendaal                   | 0377    | Észak-Holland | 23 478   | 590 km²    | 39,79 km²  | Location of Bloemendaal                   |
| Bodegraven-Reeuwijk           | 1901    | Dél-Holland   | 35 278   | 468 km²    | 75,38 km²  | Location of Bodegraven-Reeuwijk           |
| Boekel                        | 0755    | Észak-Brabant | 10 959   | 318 km²    | 34,51 km²  | Location of Boekel                        |
| Borger-Odoorn                 | 1681    | Drenthe       | 25 598   | 93 km²     | 274,53 km² | Location of Borger-Odoorn                 |
| Borne, Overijssel             | 0147    | Overijssel    | 23 668   | 910 km²    | 26 km²     | Location of Borne                         |
| Borsele                       | 0654    | Zeeland       | 22 818   | 161 km²    | 141,57 km² | Location of Borsele                       |
| Boxmeer                       | 0756    | Észak-Brabant | 29 609   | 266 km²    | 111,44 km² | Location of Boxmeer                       |
| Boxtel                        | 0757    | Észak-Brabant | 32 973   | 477 km²    | 69,08 km²  | Location of Boxtel                        |
| Breda                         | 0758    | Észak-Brabant | 184 126  | 1464 km²   | 125,74 km² | Location of Breda                         |
| Brielle                       | 0501    | Dél-Holland   | 17 439   | 633 km²    | 27,55 km²  | Location of Brielle                       |
| Bronckhorst                   | 1876    | Gelderland    | 36 087   | 127 km²    | 283,5 km²  | Location of Bronckhorst                   |
| Brummen                       | 0213    | Gelderland    | 20 884   | 250 km²    | 83,65 km²  | Location of Brummen                       |
| Brunssum                      | 0899    | Limburg       | 27 670   | 1604 km²   | 17,25 km²  | Location of Brunssum                      |
| Bunnik                        | 0312    | Utrecht       | 15 341   | 415 km²    | 36,97 km²  | Location of Bunnik                        |
| Bunschoten                    | 0313    | Utrecht       | 22 019   | 725 km²    | 30,38 km²  | Location of Bunschoten                    |
| Buren                         | 0214    | Gelderland    | 27 009   | 202 km²    | 133,89 km² | Location of Buren                         |
| Capelle aan den IJssel        | 0502    | Dél-Holland   | 67 319   | 4761 km²   | 14,14 km²  | Location of Capelle aan den IJssel        |
| Castricum                     | 0383    | Észak-Holland | 36 086   | 726 km²    | 49,68 km²  | Location of Castricum                     |
| Coevorden                     | 0109    | Drenthe       | 35 317   | 119 km²    | 296,07 km² | Location of Coevorden                     |
| Cranendonck                   | 1706    | Észak-Brabant | 21 001   | 275 km²    | 76,4 km²   | Location of Cranendonck                   |
| Cuijk                         | 1684    | Észak-Brabant | 25 404   | 497 km²    | 51,16 km²  | Location of Cuijk                         |
| Culemborg                     | 0216    | Gelderland    | 29 121   | 994 km²    | 29,29 km²  | Location of Culemborg                     |
| Dalfsen                       | 0148    | Overijssel    | 28 901   | 175 km²    | 165,07 km² | Location of Dalfsen                       |
| Dantumadiel                   | 1891    | Frízföld      | 18 943   | 224 km²    | 84,66 km²  | Location of Dantumadiel                   |
| De Bilt                       | 0310    | Utrecht       | 43 384   | 656 km²    | 66,12 km²  | Location of De Bilt                       |
| De Fryske Marren              | 1940    | Frízföld      | 51 778   | 147 km²    | 351,29 km² | Location of De Fryske Marren              |
| De Ronde Venen                | 0736    | Utrecht       | 44 720   | 448 km²    | 99,92 km²  | Location of De Ronde Venen                |
| De Wolden                     | 1690    | Drenthe       | 24 374   | 109 km²    | 224,55 km² | Location of De Wolden                     |
| Delft                         | 0503    | Dél-Holland   | 103 581  | 4572 km²   | 22,65 km²  | Location of Delft                         |
| Den Helder                    | 0400    | Észak-Holland | 56 582   | 1250 km²   | 45,25 km²  | Location of Den Helder                    |
| Deurne                        | 0762    | Észak-Brabant | 32 437   | 277 km²    | 116,93 km² | Location of Deurne                        |
| Deventer                      | 0150    | Overijssel    | 101 236  | 775 km²    | 130,68 km² | Location of Deventer                      |
| Diemen                        | 0384    | Észak-Holland | 31 334   | 2612 km²   | 11,99 km²  | Location of Diemen                        |
| Dinkelland                    | 1774    | Overijssel    | 26 606   | 151 km²    | 175,71 km² | Location of Dinkelland                    |
| Doesburg                      | 0221    | Gelderland    | 11 064   | 960 km²    | 11,53 km²  | Location of Doesburg                      |
| Doetinchem                    | 0222    | Gelderland    | 58 270   | 737 km²    | 79,05 km²  | Location of Doetinchem                    |
| Dongen                        | 0766    | Észak-Brabant | 26 368   | 902 km²    | 29,24 km²  | Location of Dongen                        |
| Dordrecht                     | 0505    | Dél-Holland   | 119 115  | 1517 km²   | 78,54 km²  | Location of Dordrecht                     |
| Drechterland                  | 0498    | Észak-Holland | 19 838   | 337 km²    | 58,89 km²  | Location of Drechterland                  |
| Drimmelen                     | 1719    | Észak-Brabant | 27 325   | 287 km²    | 95,18 km²  | Location of Drimmelen                     |
| Dronten                       | 0303    | Flevoland     | 42 011   | 126 km²    | 333,57 km² | Location of Dronten                       |
| Druten                        | 0225    | Gelderland    | 18 991   | 505 km²    | 37,64 km²  | Location of Druten                        |
| Duiven                        | 0226    | Gelderland    | 25 066   | 739 km²    | 33,9 km²   | Location of Duiven                        |
| Echt-Susteren                 | 1711    | Limburg       | 31 751   | 308 km²    | 103,07 km² | Location of Echt-Susteren                 |
| Edam-Volendam                 | 0385    | Észak-Holland | 36 268   | 668 km²    | 54,33 km²  | Location of Edam-Volendam                 |
| Ede                           | 0228    | Gelderland    | 118 530  | 373 km²    | 318,18 km² | Location of Ede                           |
| Eemnes                        | 0317    | Utrecht       | 9 362    | 302 km²    | 31,04 km²  | Location of Eemnes                        |
| Eemsdelta                     | 1979    | Groningen     | 45 587   | 170 km²    | 267,89 km² | Location of Eemsdelta                     |
| Eersel                        | 0770    | Észak-Brabant | 19 528   | 237 km²    | 82,46 km²  | Location of Eersel                        |
| Eijsden-Margraten             | 1903    | Limburg       | 25 900   | 334 km²    | 77,55 km²  | Location of Eijsden-Margraten             |
| Eindhoven                     | 0772    | Észak-Brabant | 235 691  | 2689 km²   | 87,66 km²  | Location of Eindhoven                     |
| Elburg                        | 0230    | Gelderland    | 23 429   | 367 km²    | 63,82 km²  | Location of Elburg                        |
| Emmen                         | 0114    | Drenthe       | 107 024  | 319 km²    | 335,18 km² | Location of Emmen                         |
| Enkhuizen                     | 0388    | Észak-Holland | 18 637   | 1469 km²   | 12,68 km²  | Location of Enkhuizen                     |
| Enschede                      | 0153    | Overijssel    | 159 732  | 1134 km²   | 140,83 km² | Location of Enschede                      |
| Epe                           | 0232    | Gelderland    | 33 198   | 213 km²    | 156,07 km² | Location of Epe                           |
| Ermelo                        | 0233    | Gelderland    | 27 016   | 315 km²    | 85,63 km²  | Location of Ermelo                        |
| Etten-Leur                    | 0777    | Észak-Brabant | 43 869   | 793 km²    | 55,3 km²   | Location of Etten-Leur                    |
| Geertruidenberg               | 0779    | Észak-Brabant | 21 770   | 817 km²    | 26,63 km²  | Location of Geertruidenberg               |
| Geldrop-Mierlo                | 1771    | Észak-Brabant | 40 066   | 1292 km²   | 31,01 km²  | Location of Geldrop-Mierlo                |
| Gemert-Bakel                  | 1652    | Észak-Brabant | 30 760   | 252 km²    | 122,14 km² | Location of Gemert-Bakel                  |
| Gennep                        | 0907    | Limburg       | 17 035   | 358 km²    | 47,62 km²  | Location of Gennep                        |
| Gilze en Rijen                | 0784    | Észak-Brabant | 26 723   | 409 km²    | 65,38 km²  | Location of Gilze en Rijen                |
| Goeree-Overflakkee            | 1924    | Dél-Holland   | 50 589   | 194 km²    | 260,48 km² | Location of Goeree-Overflakkee            |
| Goes                          | 0664    | Zeeland       | 38 594   | 417 km²    | 92,58 km²  | Location of Goes                          |
| Goirle                        | 0785    | Észak-Brabant | 23 952   | 557 km²    | 42,99 km²  | Location of Goirle                        |
| Gooise Meren                  | 1942    | Észak-Holland | 58 524   | 1407 km²   | 41,59 km²  | Location of Gooise Meren                  |
| Gorinchem                     | 0512    | Dél-Holland   | 37 410   | 1987 km²   | 18,83 km²  | Location of Gorinchem                     |
| Gouda                         | 0513    | Dél-Holland   | 73 681   | 4464 km²   | 16,5 km²   | Location of Gouda                         |
| Grave                         | 0786    | Észak-Brabant | 12 486   | 459 km²    | 27,18 km²  | Location of Grave                         |
| Groningen                     | 0014    | Groningen     | 233 273  | 1257 km²   | 185,6 km²  | Location of Groningen                     |
| Gulpen-Wittem                 | 1729    | Limburg       | 14 206   | 194 km²    | 73,18 km²  | Location of Gulpen-Wittem                 |
| Haaksbergen                   | 0158    | Overijssel    | 24 229   | 231 km²    | 104,82 km² | Location of Haaksbergen                   |
| Haarlem                       | 0392    | Észak-Holland | 162 543  | 5573 km²   | 29,17 km²  | Location of Haarlem                       |
| Haarlemmermeer                | 0394    | Észak-Holland | 157 789  | 799 km²    | 197,48 km² | Location of Haarlemmermeer                |
| Halderberge                   | 1655    | Észak-Brabant | 30 430   | 409 km²    | 74,47 km²  | Location of Halderberge                   |
| Hardenberg                    | 0160    | Overijssel    | 61 357   | 196 km²    | 312,28 km² | Location of Hardenberg                    |
| Harderwijk                    | 0243    | Gelderland    | 48 726   | 1253 km²   | 38,89 km²  | Location of Harderwijk                    |
| Hardinxveld-Giessendam        | 0523    | Dél-Holland   | 18 413   | 1089 km²   | 16,91 km²  | Location of Hardinxveld-Giessendam        |
| Harlingen (község)            | 0072    | Frízföld      | 15 807   | 633 km²    | 24,96 km²  | Location of Harlingen                     |
| Hattem                        | 0244    | Gelderland    | 12 228   | 530 km²    | 23,08 km²  | Location of Hattem                        |
| Heemskerk                     | 0396    | Észak-Holland | 39 191   | 1434 km²   | 27,34 km²  | Location of Heemskerk                     |
| Heemstede                     | 0397    | Észak-Holland | 27 545   | 3001 km²   | 9,18 km²   | Location of Heemstede                     |
| Heerde                        | 0246    | Gelderland    | 18 776   | 238 km²    | 78,74 km²  | Location of Heerde                        |
| Heerenveen                    | 0074    | Frízföld      | 50 650   | 266 km²    | 190,09 km² | Location of Heerenveen                    |
| Heerhugowaard                 | 0398    | Észak-Holland | 58 387   | 1528 km²   | 38,21 km²  | Location of Heerhugowaard                 |
| Heerlen                       | 0917    | Limburg       | 86 936   | 1935 km²   | 44,94 km²  | Location of Heerlen                       |
| Heeze-Leende                  | 1658    | Észak-Brabant | 16 243   | 156 km²    | 104,02 km² | Location of Heeze-Leende                  |
| Heiloo                        | 0399    | Észak-Holland | 24 144   | 1291 km²   | 18,7 km²   | Location of Heiloo                        |
| Hellendoorn                   | 0163    | Overijssel    | 35 932   | 261 km²    | 137,91 km² | Location of Hellendoorn                   |
| Hellevoetsluis                | 0530    | Dél-Holland   | 40 312   | 981 km²    | 41,1 km²   | Location of Hellevoetsluis                |
| Helmond                       | 0794    | Észak-Brabant | 92 627   | 1742 km²   | 53,18 km²  | Location of Helmond                       |
| Hendrik-Ido-Ambacht           | 0531    | Dél-Holland   | 31 258   | 2945 km²   | 10,61 km²  | Location of Hendrik-Ido-Ambacht           |
| Hengelo                       | 0164    | Overijssel    | 81 049   | 1332 km²   | 60,84 km²  | Location of Hengelo                       |
| 's-Hertogenbosch              | 0796    | Észak-Brabant | 155 490  | 1414 km²   | 109,99 km² | Location of 's-Hertogenbosch              |
| Het Hogeland                  | 1966    | Groningen     | 47 834   | 99 km²     | 482,49 km² | Location of Het Hogeland                  |
| Heumen                        | 0252    | Gelderland    | 16 569   | 417 km²    | 39,76 km²  | Location of Heumen                        |
| Heusden                       | 0797    | Észak-Brabant | 45 005   | 571 km²    | 78,88 km²  | Location of Heusden                       |
| Hillegom                      | 0534    | Dél-Holland   | 22 197   | 1724 km²   | 12,87 km²  | Location of Hillegom                      |
| Hilvarenbeek                  | 0798    | Észak-Brabant | 15 698   | 166 km²    | 94,85 km²  | Location of Hilvarenbeek                  |
| Hilversum                     | 0402    | Észak-Holland | 91 235   | 2000 km²   | 45,61 km²  | Location of Hilversum                     |
| Hoeksche Waard (municipality) | 1963    | Dél-Holland   | 88 047   | 327 km²    | 268,93 km² | Location of Hoeksche Waard                |
| Hof van Twente                | 1735    | Overijssel    | 35 040   | 165 km²    | 212,56 km² | Location of Hof van Twente                |
| Hollands Kroon                | 1911    | Észak-Holland | 48 583   | 136 km²    | 357,34 km² | Location of Hollands Kroon                |
| Hoogeveen                     | 0118    | Drenthe       | 55 603   | 436 km²    | 127,54 km² | Location of Hoogeveen                     |
| Hoorn                         | 0405    | Észak-Holland | 73 619   | 3613 km²   | 20,38 km²  | Location of Hoorn                         |
| Horst aan de Maas             | 1507    | Limburg       | 42 487   | 225 km²    | 188,73 km² | Location of Horst aan de Maas             |
| Houten                        | 0321    | Utrecht       | 50 223   | 914 km²    | 54,94 km²  | Location of Houten                        |
| Huizen                        | 0406    | Észak-Holland | 41 090   | 2600 km²   | 15,81 km²  | Location of Huizen                        |
| Hulst                         | 0677    | Zeeland       | 27 575   | 137 km²    | 201,71 km² | Location of Hulst                         |
| IJsselstein                   | 0353    | Utrecht       | 33 819   | 1605 km²   | 21,07 km²  | Location of IJsselstein                   |
| Kaag en Braassem              | 1884    | Dél-Holland   | 27 541   | 435 km²    | 63,24 km²  | Location of Kaag en Braassem              |
| Kampen                        | 0166    | Overijssel    | 54 474   | 383 km²    | 142,18 km² | Location of Kampen                        |
| Kapelle                       | 0678    | Zeeland       | 12 882   | 347 km²    | 37,13 km²  | Location of Kapelle                       |
| Katwijk                       | 0537    | Dél-Holland   | 65 995   | 2667 km²   | 24,75 km²  | Location of Katwijk                       |
| Kerkrade                      | 0928    | Limburg       | 45 442   | 2074 km²   | 21,91 km²  | Location of Kerkrade                      |
| Koggenland                    | 1598    | Észak-Holland | 22 940   | 286 km²    | 80,32 km²  | Location of Koggenland                    |
| Krimpen aan den IJssel        | 0542    | Dél-Holland   | 29 410   | 3826 km²   | 7,69 km²   | Location of Krimpen aan den IJssel        |
| Krimpenerwaard                | 1931    | Dél-Holland   | 56 622   | 382 km²    | 148,4 km²  | Location of Krimpenerwaard                |
| Laarbeek                      | 1659    | Észak-Brabant | 22 805   | 412 km²    | 55,35 km²  | Location of Laarbeek                      |
| Landerd                       | 1685    | Észak-Brabant | 15 817   | 225 km²    | 70,35 km²  | Location of Landerd                       |
| Landgraaf                     | 0882    | Limburg       | 37 262   | 1516 km²   | 24,58 km²  | Location of Landgraaf                     |
| Landsmeer                     | 0415    | Észak-Holland | 11 565   | 513 km²    | 22,53 km²  | Location of Landsmeer                     |
| Langedijk                     | 0416    | Észak-Holland | 28 335   | 1186 km²   | 23,88 km²  | Location of Langedijk                     |
| Lansingerland                 | 1621    | Dél-Holland   | 63 363   | 1186 km²   | 53,42 km²  | Location of Lansingerland                 |
| Laren, North Holland          | 0417    | Észak-Holland | 11 398   | 918 km²    | 12,41 km²  | Location of Laren                         |
| Leeuwarden                    | 0080    | Frízföld      | 124 481  | 523 km²    | 237,82 km² | Location of Leeuwarden                    |
| Leiden                        | 0546    | Dél-Holland   | 124 093  | 5664 km²   | 21,91 km²  | Location of Leiden                        |
| Leiderdorp                    | 0547    | Dél-Holland   | 27 377   | 2365 km²   | 11,58 km²  | Location of Leiderdorp                    |
| Leidschendam-Voorburg         | 1916    | Dél-Holland   | 76 433   | 2348 km²   | 32,55 km²  | Location of Leidschendam-Voorburg         |
| Lelystad                      | 0995    | Flevoland     | 79 811   | 347 km²    | 230,32 km² | Location of Lelystad                      |
| Leudal                        | 1640    | Limburg       | 36 045   | 222 km²    | 162,73 km² | Location of Leudal                        |
| Leusden                       | 0327    | Utrecht       | 30 544   | 522 km²    | 58,54 km²  | Location of Leusden                       |
| Lingewaard                    | 1705    | Gelderland    | 46 822   | 755 km²    | 62 km²     | Location of Lingewaard                    |
| Lisse                         | 0553    | Dél-Holland   | 22 982   | 1465 km²   | 15,69 km²  | Location of Lisse                         |
| Lochem                        | 0262    | Gelderland    | 33 948   | 159 km²    | 213,03 km² | Location of Lochem                        |
| Loon op Zand                  | 0809    | Észak-Brabant | 23 504   | 471 km²    | 49,94 km²  | Location of Loon op Zand                  |
| Lopik                         | 0331    | Utrecht       | 14 456   | 191 km²    | 75,57 km²  | Location of Lopik                         |
| Losser                        | 0168    | Overijssel    | 22 888   | 232 km²    | 98,76 km²  | Location of Losser                        |
| Maasdriel                     | 0263    | Gelderland    | 25 452   | 385 km²    | 66,11 km²  | Location of Maasdriel                     |
| Maasgouw                      | 1641    | Limburg       | 23 947   | 524 km²    | 45,71 km²  | Location of Maasgouw                      |
| Maassluis                     | 0556    | Dél-Holland   | 33 567   | 3960 km²   | 8,48 km²   | Location of Maassluis                     |
| Maastricht                    | 0935    | Limburg       | 120 227  | 2147 km²   | 55,99 km²  | Location of Maastricht                    |
| Medemblik                     | 0420    | Észak-Holland | 45 165   | 372 km²    | 121,42 km² | Location of Medemblik                     |
| Meerssen                      | 0938    | Limburg       | 18 661   | 692 km²    | 26,96 km²  | Location of Meerssen                      |
| Meierijstad                   | 1948    | Észak-Brabant | 81 647   | 444 km²    | 184,09 km² | Location of Meierijstad                   |
| Meppel                        | 0119    | Drenthe       | 34 386   | 619 km²    | 55,53 km²  | Location of Meppel                        |
| Middelburg                    | 0687    | Zeeland       | 48 964   | 1011 km²   | 48,42 km²  | Location of Middelburg                    |
| Midden-Delfland               | 1842    | Dél-Holland   | 19 414   | 411 km²    | 47,19 km²  | Location of Midden-Delfland               |
| Midden-Drenthe                | 1731    | Drenthe       | 33 381   | 98 km²     | 340,51 km² | Location of Midden-Drenthe                |
| Midden-Groningen              | 1952    | Groningen     | 60 726   | 217 km²    | 280 km²    | Location of Midden-Groningen              |
| Mill en Sint Hubert           | 0815    | Észak-Brabant | 11 004   | 211 km²    | 52,23 km²  | Location of Mill en Sint Hubert           |
| Moerdijk                      | 1709    | Észak-Brabant | 37 185   | 234 km²    | 159,15 km² | Location of Moerdijk                      |
| Molenlanden                   | 1978    | Dél-Holland   | 44 130   | 243 km²    | 181,73 km² | Location of Molenlanden                   |
| Montferland                   | 1955    | Gelderland    | 36 031   | 341 km²    | 105,7 km²  | Location of Montferland                   |
| Montfoort                     | 0335    | Utrecht       | 13 896   | 370 km²    | 37,57 km²  | Location of Montfoort                     |
| Mook en Middelaar             | 0944    | Limburg       | 7 909    | 455 km²    | 17,38 km²  | Location of Mook en Middelaar             |
| Neder-Betuwe                  | 1740    | Gelderland    | 24 648   | 411 km²    | 59,98 km²  | Location of Neder-Betuwe                  |
| Nederweert                    | 0946    | Limburg       | 17 171   | 172 km²    | 99,98 km²  | Location of Nederweert                    |
| Nieuwegein                    | 0356    | Utrecht       | 63 866   | 2717 km²   | 23,51 km²  | Location of Nieuwegein                    |
| Nieuwkoop                     | 0569    | Dél-Holland   | 29 151   | 373 km²    | 78,05 km²  | Location of Nieuwkoop                     |
| Nijkerk                       | 0267    | Gelderland    | 43 600   | 629 km²    | 69,34 km²  | Location of Nijkerk                       |
| Nijmegen                      | 0268    | Gelderland    | 177 359  | 3341 km²   | 53,09 km²  | Location of Nijmegen                      |
| Nissewaard                    | 1930    | Dél-Holland   | 85 440   | 1161 km²   | 73,58 km²  | Location of Nissewaard                    |
| Noardeast-Fryslân             | 1970    | Frízföld      | 45 481   | 120 km²    | 377,83 km² | Location of Noardeast-Fryslân             |
| Noord-Beveland                | 1695    | Zeeland       | 7 581    | 88 km²     | 85,96 km²  | Location of Noord-Beveland                |
| Noordenveld                   | 1699    | Drenthe       | 31 214   | 157 km²    | 199,41 km² | Location of Noordenveld                   |
| Noordoostpolder               | 0171    | Flevoland     | 47 583   | 104 km²    | 458,17 km² | Location of Noordoostpolder               |
| Noordwijk                     | 0575    | Dél-Holland   | 44 062   | 755 km²    | 58,37 km²  | Location of Noordwijk                     |
| Nuenen, Gerwen en Nederwetten | 0820    | Észak-Brabant | 23 702   | 703 km²    | 33,71 km²  | Location of Nuenen, Gerwen en Nederwetten |
| Nunspeet                      | 0302    | Gelderland    | 28 021   | 218 km²    | 128,74 km² | Location of Nunspeet                      |
| Oegstgeest                    | 0579    | Dél-Holland   | 25 064   | 3430 km²   | 7,31 km²   | Location of Oegstgeest                    |
| Oirschot                      | 0823    | Észak-Brabant | 18 842   | 185 km²    | 101,78 km² | Location of Oirschot                      |
| Oisterwijk                    | 0824    | Észak-Brabant | 32 373   | 404 km²    | 80,11 km²  | Location of Oisterwijk                    |
| Oldambt                       | 1895    | Groningen     | 38 277   | 169 km²    | 226,66 km² | Location of Oldambt                       |
| Oldebroek                     | 0269    | Gelderland    | 23 760   | 243 km²    | 97,65 km²  | Location of Oldebroek                     |
| Oldenzaal                     | 0173    | Overijssel    | 31 701   | 1471 km²   | 21,55 km²  | Location of Oldenzaal                     |
| Olst-Wijhe                    | 1773    | Overijssel    | 18 361   | 161 km²    | 113,84 km² | Location of Olst-Wijhe                    |
| Ommen                         | 0175    | Overijssel    | 18 295   | 102 km²    | 179,9 km²  | Location of Ommen                         |
| Oost Gelre                    | 1586    | Gelderland    | 29 574   | 269 km²    | 109,93 km² | Location of Oost Gelre                    |
| Oosterhout                    | 0826    | Észak-Brabant | 56 206   | 786 km²    | 71,47 km²  | Location of Oosterhout                    |
| Ooststellingwerf              | 0085    | Frízföld      | 25 464   | 114 km²    | 223,42 km² | Location of Ooststellingwerf              |
| Oostzaan                      | 0431    | Észak-Holland | 9 689    | 841 km²    | 11,53 km²  | Location of Oostzaan                      |
| Opmeer                        | 0432    | Észak-Holland | 12 009   | 289 km²    | 41,5 km²   | Location of Opmeer                        |
| Opsterland                    | 0086    | Frízföld      | 29 812   | 133 km²    | 224,4 km²  | Location of Opsterland                    |
| Oss                           | 0828    | Észak-Brabant | 92 526   | 567 km²    | 163,16 km² | Location of Oss                           |
| Oude IJsselstreek             | 1509    | Gelderland    | 39 346   | 289 km²    | 136,15 km² | Location of Oude IJsselstreek             |
| Ouder-Amstel                  | 0437    | Észak-Holland | 14 125   | 587 km²    | 24,08 km²  | Location of Ouder-Amstel                  |
| Oudewater                     | 0589    | Utrecht       | 10 138   | 261 km²    | 38,9 km²   | Location of Oudewater                     |
| Overbetuwe                    | 1734    | Gelderland    | 48 214   | 442 km²    | 109,19 km² | Location of Overbetuwe                    |
| Papendrecht                   | 0590    | Dél-Holland   | 32 171   | 3418 km²   | 9,41 km²   | Location of Papendrecht                   |
| Peel en Maas                  | 1894    | Limburg       | 43 660   | 274 km²    | 159,37 km² | Location of Peel en Maas                  |
| Pekela                        | 0765    | Groningen     | 12 176   | 248 km²    | 49,04 km²  | Location of Pekela                        |
| Pijnacker-Nootdorp            | 1926    | Dél-Holland   | 55 674   | 1501 km²   | 37,08 km²  | Location of Pijnacker-Nootdorp            |
| Purmerend                     | 0439    | Észak-Holland | 81 683   | 3528 km²   | 23,15 km²  | Location of Purmerend                     |
| Putten                        | 0273    | Gelderland    | 24 365   | 286 km²    | 85,22 km²  | Location of Putten                        |
| Raalte                        | 0177    | Overijssel    | 37 911   | 222 km²    | 170,99 km² | Location of Raalte                        |
| Reimerswaal                   | 0703    | Zeeland       | 22 896   | 225 km²    | 101,8 km²  | Location of Reimerswaal                   |
| Renkum                        | 0274    | Gelderland    | 31 417   | 684 km²    | 45,95 km²  | Location of Renkum                        |
| Renswoude                     | 0339    | Utrecht       | 5 556    | 302 km²    | 18,4 km²   | Location of Renswoude                     |
| Reusel-De Mierden             | 1667    | Észak-Brabant | 13 127   | 169 km²    | 77,88 km²  | Location of Reusel-De Mierden             |
| Rheden                        | 0275    | Gelderland    | 43 525   | 532 km²    | 81,74 km²  | Location of Rheden                        |
| Rhenen                        | 0340    | Utrecht       | 20 203   | 480 km²    | 42,08 km²  | Location of Rhenen                        |
| Ridderkerk                    | 0597    | Dél-Holland   | 46 671   | 1968 km²   | 23,72 km²  | Location of Ridderkerk                    |
| Rijssen-Holten                | 1742    | Overijssel    | 38 204   | 406 km²    | 94,13 km²  | Location of Rijssen-Holten                |
| Rijswijk                      | 0603    | Dél-Holland   | 55 220   | 3956 km²   | 13,96 km²  | Location of Rijswijk                      |
| Roerdalen                     | 1669    | Limburg       | 20 580   | 233 km²    | 88,21 km²  | Location of Roerdalen                     |
| Roermond                      | 0957    | Limburg       | 58 763   | 966 km²    | 60,81 km²  | Location of Roermond                      |
| Roosendaal                    | 1674    | Észak-Brabant | 77 200   | 725 km²    | 106,5 km²  | Location of Roosendaal                    |
| Rotterdam                     | 0599    | Dél-Holland   | 651 631  | 2995 km²   | 217,55 km² | Location of Rotterdam                     |
| Rozendaal                     | 0277    | Gelderland    | 1 726    | 62 km²     | 27,9 km²   | Location of Rozendaal                     |
| Rucphen                       | 0840    | Észak-Brabant | 23 080   | 358 km²    | 64,41 km²  | Location of Rucphen                       |
| Schagen                       | 0441    | Észak-Holland | 46 532   | 277 km²    | 168,25 km² | Location of Schagen                       |
| Scherpenzeel                  | 0279    | Gelderland    | 10 128   | 735 km²    | 13,79 km²  | Location of Scherpenzeel                  |
| Schiedam                      | 0606    | Dél-Holland   | 79 279   | 4448 km²   | 17,82 km²  | Location of Schiedam                      |
| Schiermonnikoog               | 0088    | Frízföld      | 931      | 23 km²     | 40,76 km²  | Location of Schiermonnikoog               |
| Schouwen-Duiveland            | 1676    | Zeeland       | 34 065   | 148 km²    | 229,65 km² | Location of Schouwen-Duiveland            |
| Simpelveld                    | 0965    | Limburg       | 10 477   | 654 km²    | 16,03 km²  | Location of Simpelveld                    |
| Sint Anthonis                 | 1702    | Észak-Brabant | 11 691   | 118 km²    | 99,27 km²  | Location of Sint Anthonis                 |
| Sint-Michielsgestel           | 0845    | Észak-Brabant | 29 498   | 505 km²    | 58,38 km²  | Location of Sint-Michielsgestel           |
| Sittard-Geleen                | 1883    | Limburg       | 91 743   | 1161 km²   | 79,01 km²  | Location of Sittard-Geleen                |
| Sliedrecht                    | 0610    | Dél-Holland   | 25 597   | 1994 km²   | 12,84 km²  | Location of Sliedrecht                    |
| Sluis                         | 1714    | Zeeland       | 23 166   | 83 km²     | 279,36 km² | Location of Sluis                         |
| Smallingerland                | 0090    | Frízföld      | 56 040   | 478 km²    | 117,31 km² | Location of Smallingerland                |
| Soest, Netherlands            | 0342    | Utrecht       | 46 906   | 1014 km²   | 46,24 km²  | Location of Soest                         |
| Someren                       | 0847    | Észak-Brabant | 19 428   | 242 km²    | 80,27 km²  | Location of Someren                       |
| Son en Breugel                | 0848    | Észak-Brabant | 17 552   | 676 km²    | 25,95 km²  | Location of Son en Breugel                |
| Stadskanaal                   | 0037    | Groningen     | 31 754   | 270 km²    | 117,64 km² | Location of Stadskanaal                   |
| Staphorst                     | 0180    | Overijssel    | 17 261   | 129 km²    | 133,99 km² | Location of Staphorst                     |
| Stede Broec                   | 0532    | Észak-Holland | 21 743   | 1500 km²   | 14,5 km²   | Location of Stede Broec                   |
| Steenbergen                   | 0851    | Észak-Brabant | 24 310   | 166 km²    | 146,43 km² | Location of Steenbergen                   |
| Steenwijkerland               | 1708    | Overijssel    | 44 341   | 154 km²    | 288,27 km² | Location of Steenwijkerland               |
| Stein, Limburg                | 0971    | Limburg       | 24 875   | 1180 km²   | 21,08 km²  | Location of Stein                         |
| Stichtse Vecht                | 1904    | Utrecht       | 65 108   | 678 km²    | 96,1 km²   | Location of Stichtse Vecht                |
| Súdwest-Fryslân               | 1900    | Frízföld      | 89 999   | 172 km²    | 523,01 km² | Location of Súdwest-Fryslân               |
| Terneuzen                     | 0715    | Zeeland       | 54 463   | 218 km²    | 250,38 km² | Location of Terneuzen                     |
| Terschelling                  | 0093    | Frízföld      | 4 870    | 57 km²     | 85,26 km²  | Location of Terschelling                  |
| Texel                         | 0448    | Észak-Holland | 13 656   | 84 km²     | 162 km²    | Location of Texel                         |
| Teylingen                     | 1525    | Dél-Holland   | 37 791   | 1331 km²   | 28,38 km²  | Location of Teylingen                     |
| Hága                          | 0518    | Dél-Holland   | 548 320  | 6650 km²   | 82,45 km²  | Location of The Hague                     |
| Tholen                        | 0716    | Zeeland       | 26 085   | 178 km²    | 146,71 km² | Location of Tholen                        |
| Tiel                          | 0281    | Gelderland    | 41 920   | 1275 km²   | 32,88 km²  | Location of Tiel                          |
| Tilburg                       | 0855    | Észak-Brabant | 221 947  | 1762 km²   | 125,96 km² | Location of Tilburg                       |
| Tubbergen                     | 0183    | Overijssel    | 21 315   | 145 km²    | 147 km²    | Location of Tubbergen                     |
| Twenterand                    | 1700    | Overijssel    | 33 699   | 317 km²    | 106,17 km² | Location of Twenterand                    |
| Tynaarlo                      | 1730    | Drenthe       | 33 978   | 238 km²    | 143 km²    | Location of Tynaarlo                      |
| Tytsjerksteradiel             | 0737    | Frízföld      | 32 060   | 215 km²    | 148,86 km² | Location of Tytsjerksteradiel             |
| Uden                          | 0856    | Észak-Brabant | 42 291   | 631 km²    | 67 km²     | Location of Uden                          |
| Uitgeest                      | 0450    | Észak-Holland | 13 632   | 711 km²    | 19,16 km²  | Location of Uitgeest                      |
| Uithoorn                      | 0451    | Észak-Holland | 30 206   | 1665 km²   | 18,14 km²  | Location of Uithoorn                      |
| Urk                           | 0184    | Flevoland     | 21 227   | 1614 km²   | 13,15 km²  | Location of Urk                           |
| Utrecht                       | 0344    | Utrecht       | 359 370  | 3830 km²   | 93,83 km²  | Location of Utrecht                       |
| Utrechtse Heuvelrug           | 1581    | Utrecht       | 49 946   | 378 km²    | 132,01 km² | Location of Utrechtse Heuvelrug           |
| Vaals                         | 0981    | Limburg       | 10 084   | 422 km²    | 23,89 km²  | Location of Vaals                         |
| Valkenburg aan de Geul        | 0994    | Limburg       | 16 365   | 446 km²    | 36,73 km²  | Location of Valkenburg aan de Geul        |
| Valkenswaard                  | 0858    | Észak-Brabant | 31 221   | 569 km²    | 54,92 km²  | Location of Valkenswaard                  |
| Veendam                       | 0047    | Groningen     | 27 417   | 361 km²    | 76 km²     | Location of Veendam                       |
| Veenendaal                    | 0345    | Utrecht       | 66 912   | 3438 km²   | 19,46 km²  | Location of Veenendaal                    |
| Veere                         | 0717    | Zeeland       | 21 953   | 166 km²    | 132,56 km² | Location of Veere                         |
| Veldhoven                     | 0861    | Észak-Brabant | 45 500   | 1436 km²   | 31,69 km²  | Location of Veldhoven                     |
| Velsen                        | 0453    | Észak-Holland | 68 617   | 1518 km²   | 45,2 km²   | Location of Velsen                        |
| Venlo                         | 0983    | Limburg       | 101 988  | 821 km²    | 124,25 km² | Location of Venlo                         |
| Venray                        | 0984    | Limburg       | 43 713   | 268 km²    | 163,27 km² | Location of Venray                        |
| Vijfheerenlanden              | 1961    | Utrecht       | 57 829   | 395 km²    | 146,41 km² | Location of Vijfheerenlanden              |
| Vlaardingen                   | 0622    | Dél-Holland   | 73 924   | 3137 km²   | 23,57 km²  | Location of Vlaardingen                   |
| Vlieland                      | 0096    | Frízföld      | 1 194    | 31 km²     | 39,15 km²  | Location of Vlieland                      |
| Vlissingen                    | 0718    | Zeeland       | 44 358   | 1293 km²   | 34,31 km²  | Location of Vlissingen                    |
| Voerendaal                    | 0986    | Limburg       | 12 466   | 396 km²    | 31,51 km²  | Location of Voerendaal                    |
| Voorschoten                   | 0626    | Dél-Holland   | 25 650   | 2302 km²   | 11,14 km²  | Location of Voorschoten                   |
| Voorst                        | 0285    | Gelderland    | 24 790   | 202 km²    | 122,97 km² | Location of Voorst                        |
| Vught                         | 0865    | Észak-Brabant | 31 669   | 527 km²    | 60,05 km²  | Location of Vught                         |
| Waadhoeke                     | 1949    | Frízföld      | 46 149   | 162 km²    | 285,42 km² | Location of Waadhoeke                     |
| Waalre                        | 0866    | Észak-Brabant | 17 544   | 784 km²    | 22,39 km²  | Location of Waalre                        |
| Waalwijk                      | 0867    | Észak-Brabant | 48 815   | 756 km²    | 64,58 km²  | Location of Waalwijk                      |
| Waddinxveen                   | 0627    | Dél-Holland   | 30 479   | 1097 km²   | 27,77 km²  | Location of Waddinxveen                   |
| Wageningen                    | 0289    | Gelderland    | 39 635   | 1303 km²   | 30,42 km²  | Location of Wageningen                    |
| Wassenaar                     | 0629    | Dél-Holland   | 26 949   | 527 km²    | 51,11 km²  | Location of Wassenaar                     |
| Waterland                     | 0852    | Észak-Holland | 17 312   | 332 km²    | 52,11 km²  | Location of Waterland                     |
| Weert                         | 0988    | Limburg       | 50 011   | 479 km²    | 104,32 km² | Location of Weert                         |
| Weesp                         | 0457    | Észak-Holland | 20 445   | 897 km²    | 22,79 km²  | Location of Weesp                         |
| West Betuwe                   | 1960    | Gelderland    | 51 496   | 238 km²    | 216,12 km² | Location of West Betuwe                   |
| West Maas en Waal             | 0668    | Gelderland    | 19 581   | 255 km²    | 76,76 km²  | Location of West Maas en Waal             |
| Westerkwartier (municipality) | 1969    | Groningen     | 63 678   | 176 km²    | 362,69 km² | Location of Westerkwartier                |
| Westerveld                    | 1701    | Drenthe       | 19 661   | 71 km²     | 278,35 km² | Location of Westerveld                    |
| Westervoort                   | 0293    | Gelderland    | 15 014   | 2136 km²   | 7,03 km²   | Location of Westervoort                   |
| Westerwolde                   | 1950    | Groningen     | 26 215   | 95 km²     | 275,67 km² | Location of Westerwolde                   |
| Westland                      | 1783    | Dél-Holland   | 111 382  | 1370 km²   | 81,27 km²  | Location of Westland                      |
| Weststellingwerf              | 0098    | Frízföld      | 26 130   | 119 km²    | 220,3 km²  | Location of Weststellingwerf              |
| Westvoorne                    | 0614    | Dél-Holland   | 14 900   | 280 km²    | 53,18 km²  | Location of Westvoorne                    |
| Wierden                       | 0189    | Overijssel    | 24 538   | 259 km²    | 94,63 km²  | Location of Wierden                       |
| Wijchen                       | 0296    | Gelderland    | 41 261   | 624 km²    | 66,18 km²  | Location of Wijchen                       |
| Wijdemeren                    | 1696    | Észak-Holland | 24 463   | 514 km²    | 47,6 km²   | Location of Wijdemeren                    |
| Wijk bij Duurstede            | 0352    | Utrecht       | 23 925   | 502 km²    | 47,62 km²  | Location of Wijk bij Duurstede            |
| Winterswijk                   | 0294    | Gelderland    | 29 022   | 210 km²    | 138,14 km² | Location of Winterswijk                   |
| Woensdrecht                   | 0873    | Észak-Brabant | 22 028   | 240 km²    | 91,66 km²  | Location of Woensdrecht                   |
| Woerden                       | 0632    | Utrecht       | 52 694   | 595 km²    | 88,57 km²  | Location of Woerden                       |
| Wormerland                    | 0880    | Észak-Holland | 16 333   | 423 km²    | 38,59 km²  | Location of Wormerland                    |
| Woudenberg                    | 0351    | Utrecht       | 13 639   | 373 km²    | 36,53 km²  | Location of Woudenberg                    |
| Zaanstad                      | 0479    | Észak-Holland | 156 901  | 2124 km²   | 73,87 km²  | Location of Zaanstad                      |
| Zaltbommel                    | 0297    | Gelderland    | 29 447   | 371 km²    | 79,38 km²  | Location of Zaltbommel                    |
| Zandvoort                     | 0473    | Észak-Holland | 17 168   | 535 km²    | 32,12 km²  | Location of Zandvoort                     |
| Zeewolde                      | 0050    | Flevoland     | 22 879   | 93 km²     | 247,23 km² | Location of Zeewolde                      |
| Zeist                         | 0355    | Utrecht       | 65 043   | 1341 km²   | 48,51 km²  | Location of Zeist                         |
| Zevenaar                      | 0299    | Gelderland    | 44 096   | 476 km²    | 92,6 km²   | Location of Zevenaar                      |
| Zoetermeer                    | 0637    | Dél-Holland   | 125 267  | 3637 km²   | 34,45 km²  | Location of Zoetermeer                    |
| Zoeterwoude                   | 0638    | Dél-Holland   | 8 843    | 417 km²    | 21,19 km²  | Location of Zoeterwoude                   |
| Zuidplas                      | 1892    | Dél-Holland   | 45 064   | 777 km²    | 58,02 km²  | Location of Zuidplas                      |
| Zundert                       | 0879    | Észak-Brabant | 21 988   | 182 km²    | 120,65 km² | Location of Zundert                       |
| Zutphen                       | 0301    | Gelderland    | 48 111   | 1175 km²   | 40,95 km²  | Location of Zutphen                       |
| Zwartewaterland               | 1896    | Overijssel    | 22 823   | 277 km²    | 82,49 km²  | Location of Zwartewaterland               |
| Zwijndrecht (Hollandia)       | 0642    | Dél-Holland   | 44 775   | 2206 km²   | 20,3 km²   | Location of Zwijndrecht                   |
| Zwolle                        | 0193    | Overijssel    | 129 840  | 1169 km²   | 111,1 km²  | Location of Zwolle                        |

### Speciális önkormányzatok
| Önkormányzat   | Főváros    | Népesség | Népsűrűség | Terület | Térképvázlat               |
| -------------- | ---------- | -------- | ---------- | ------- | -------------------------- |
| Bonaire        | Kralendijk | 20 915   | 73 km²     | 288 km² | Location of Bonaire        |
| Saba           | The Bottom | 1 933    | 149 km²    | 13 km²  | Location of Saba           |
| Sint Eustatius | Oranjestad | 3 139    | 149 km²    | 21 km²  | Location of Sint Eustatius |